# Migas à alentejana

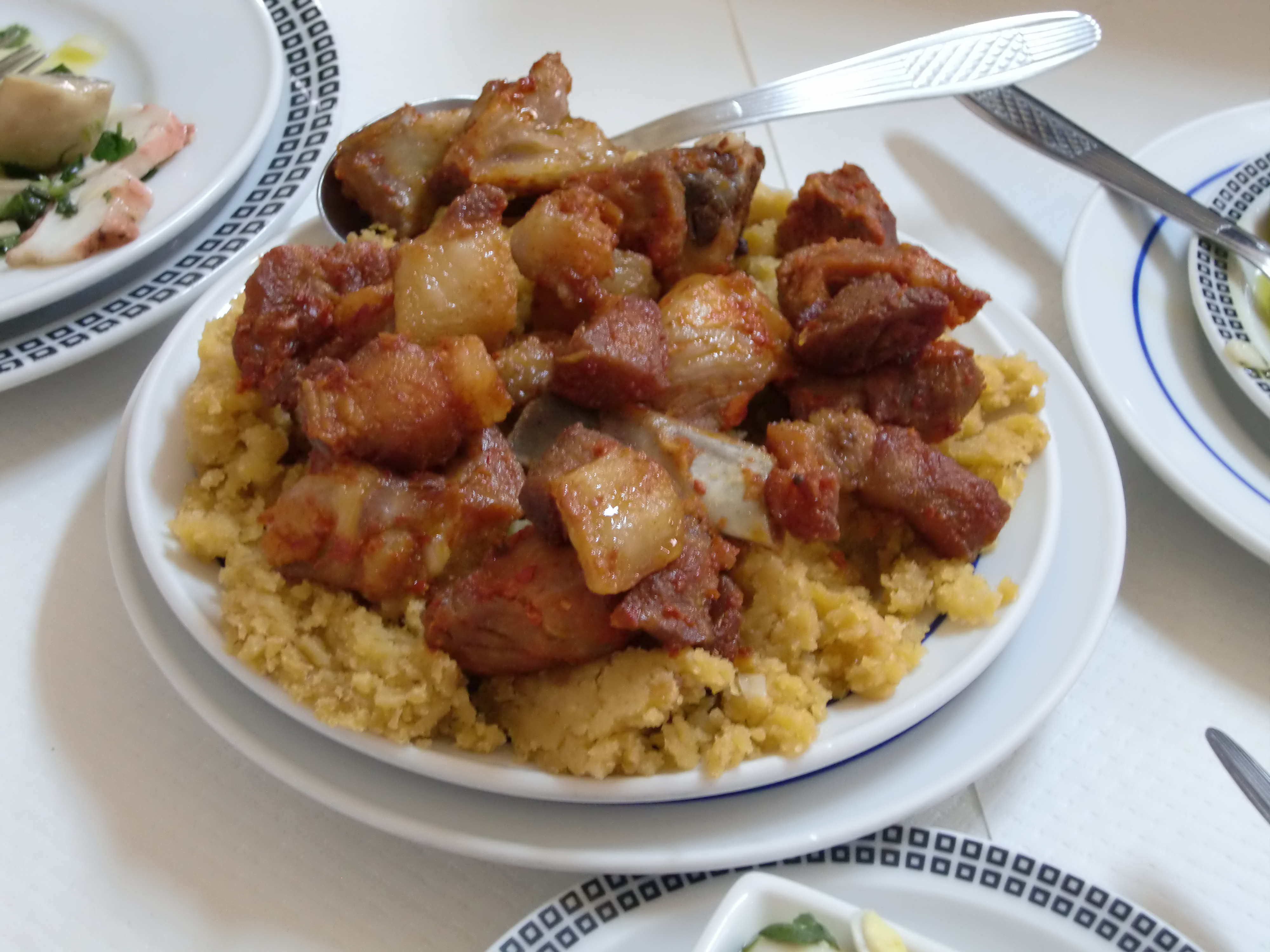
Migas alentejanas com entrecosto frito

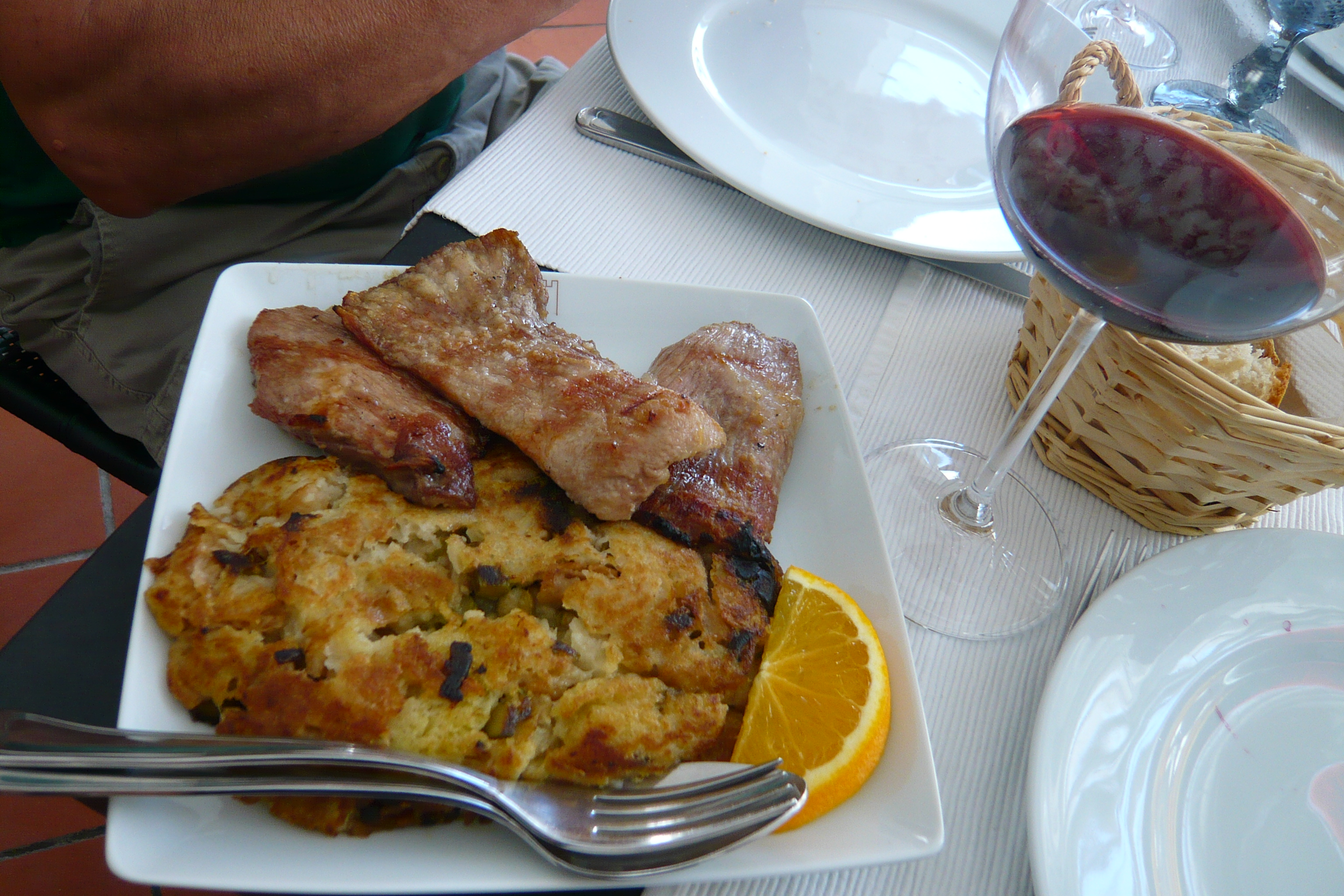
Migas alentejanas com entrecosto frito

As migas à alentejana constituem um dos mais conhecidos pratos da gastronomia do Alentejo. Tal como as açordas e outros pratos desta região portuguesa, o ingrediente de base é o pão em especial pão tradicional Alentejano, um tipo de mão de massa densa com um toque agridoce. Este é combinado com carne de porco e muitas vezes chouriço e banha de porco, produtos com grandes tradições na região. Além do pão e da carne porco, leva alho, massa de pimentão e sal.
A receita em si tende a ser uma variação de fritar carne de porco, chouriço, toucinho ou banha, alho e massa de pimentão, depois das carnes estarem bem fritas, retiram-se essas e junta-se pão alentejano com um pouco de água quente e esmaga-se bem o pão até criar uma papa e vai-se fritando até essa massa engrossar e dourar criando uma migas, por fim serve-se com as carnes que foram fritas anteriormente.